# サマー・デイズ
『サマー・デイズ』 (Summer Days (and Summer Nights!!)) は、1965年にリリースされたザ・ビーチ・ボーイズのアルバム。本作は『ザ・ビーチ・ボーイズ・トゥディ』に続く作品として進歩的な一面が見られたが、反面ビーチ・ボーイズの持つ「太陽」「夏」「サーフィン」といったイメージへの執着も見られる作品であった。
『ザ・ビーチ・ボーイズ・トゥディ』のB面で、高度に洗練された劇的な変化が見られた後、ブライアン・ウィルソンはマイク・ラヴとキャピトル・レコードからその音楽的意図に対する質問がなされ、もっと「ビーチ・ボーイズ的」な音楽を作るように励まされた。バンドの次回作として紋切り型作品のリリースを要求されていることは明白だった。彼の音楽的欲求とバンドの方向性は乖離し、ブライアンは衝突が不可避であると感じていたが、結局本作が製作された。
ジャケット写真はロサンゼルス南部のヨットハーバー、マリーナ・デル・レイ沖合にて、賃借したヨットの上で撮影されたものである。アル・ジャーディンが不参加なのは、ジャケット裏のコメントで弁明している通り、撮影当日にインフルエンザにかかってしまったためで、スケジュール上振替撮影日の都合もつかなかったため、アル抜きで撮影が決行された。当時加入したばかりのブルース・ジョンストンもフォト・セッションに参加していたが、ブルースはコロムビア・レコードとの契約が残っていたため、彼の写った写真は採用されなかった。

## ステレオ・ヴァージョン
『ザ・ビーチ・ボーイズ・トゥディ』より『ワイルド・ハニー』までは、ブライアンの右耳の聴力の悪化により、発売当時アルバムはモノ・ミックスのみで制作され、ステレオ盤は擬似ステレオだった。
2012年に『サーフィン・U.S.A.』から『スマイリー・スマイル』までがモノ＆ステレオの２in１仕様でCD化された際、初めてトゥルー・ステレオ・ヴァージョンが作成された。幾つかの楽曲はコンピレーション・アルバム収録時に作成されたステレオ・ミックスを流用、「ニューヨークの娘」「アミューズメント・パークス」「アイム・バッグド・アット・マイ・オール・マン」は初ステレオ化となる。「恋の夏」は『ペット・サウンズ』のDVD Audio版でステレオ化されていたがリミックスされている。ただし「ヘルプ・ミー・ロンダ」と「ガール・ドント・テル・ミー」はマルチ・トラック・テープが行方不明のためマーク・リネットの監修のもとDerry Fitzgeraldにより作成されたStereo Extraction Mixを収録している。
どのステレオ・ヴァージョンもモノ・ミックスよりフェイド・アウトが長くなっている。

## 収録曲
特筆無い限りブライアン・ウィルソン作曲、マイク・ラヴ作詞。
Side 1
1. ニューヨークの娘 - The Girl From New York City - 1:54
2. アミューズメント・パークス・U.S.A. - Amusement Parks U.S.A. - 2:29
3. あの娘にキッス - Then I Kissed Her (Phil Spector/E. Greenwich/J. Barry) - 2:15
4. ソルト・レイク・シティ - Salt Lake City - 2:00
5. ガール・ドント・テル・ミー - Girl Don't Tell Me - 2:19
6. ヘルプ・ミー・ロンダ - Help Me, Rhonda - 2:46

Side 2
1. カリフォルニア・ガールズ - California Girls - 2:38
2. レット・ヒム・ラン・ワイルド - Let Him Run Wild - 2:20
3. 素敵な君 - You're So Good To Me - 2:14
4. 恋の夏 - Summer Means New Love (Brian Wilson) - 1:59
5. アイム・バッグド・アット・マイ・オール・マン - I'm Bugged At My Ol' Man (Brian Wilson) - 2:17
6. アンド・ユア・ドリーム・カムズ・トゥルー - And Your Dream Comes True - 1:04

### 2001年再発盤ボーナス・トラック
1. リトル・ガール・アイ・ワンス・ニュー - The Little Girl I Once Knew (Brian Wilson) - 2:40
2. ダンス・ダンス・ダンス - Dance, Dance, Dance (Brian Wilson / Carl Wilson / Mike Love) - 2:02
3. アイム・ソー・ヤング（別テイク） - I'm So Young (William H. Tyrus Jr.) - 2:29
4. レット・ヒム・ラン・ワイルド（別テイク） - Let Him Run Wild - 2:18
5. グラデュエイション・デイ（スタジオ・テイク） - Graduation Day (Joe Sherman / Noel Sherman) - 2:18